# Jonas Berg (Tennisspieler)
Jonas Berg (* 16. Mai 1984 in Helsingborg) ist ein ehemaliger schwedischer Tennisspieler.

## Karriere
Der Sohn des Fußballprofis Bengt Berg wurde im Jahr 2000 schwedischer U16-Vizemeister im Doppel und 2002 schwedischer U18-Vizemeister im Einzel. 2002 gewann er zudem den schwedischen U18-Mannschaftsmeistertitel. Nach dem Schulabschluss 2004 an der Filbornaskolan in Helsingborg begann Jonas Berg 2005 ein Studium der Betriebswirtschaftslehre an der Pepperdine University in Malibu. Nach einem Jahr wechselte er an die University of Mississippi, wo er 2009 das Studium mit dem Bachelor of Business Administration abschloss.
Berg nahm zwischen 2002 und 2007 an Turnieren der ITF Future Tour teil. 2004 verlor er bei seiner ersten Teilnahme an einem Turnier der ATP International Series in Båstad gegen den Serben Boris Pašanski in der ersten Qualifikationsrunde. Im Mai 2007 scheiterte er bei seinem ersten Auftritt bei einem Turnier der ATP Challenger Tour in Tunica an dem US-Amerikaner Devin Britton in der ersten Qualifikationsrunde.
Jonas Berg gehörte im April 2007 zur Mannschaft der Old Mis, die das Finale des SEC Men’s Tennis Tournaments verlor. 2008 gewann er zusammen mit dem Niederländer Bram ten Berge bei den ITA Men’s All-American Championships den Titel im Doppel. Nach Ende seines Studiums wechselte er von dem College-Team im Juli 2009 zum TC Schwarz-Weiß Neckarau, der am Ende der Saison punktlos Tabellenletzter der 2. Tennis-Bundesliga Süd wurde und in die Regionalliga Süd-West abstieg. Dort gehörte Jonas Berg weiterhin zum Aufgebot der Herrenmannschaft, doch auch in der Saison 2010 gelang dieser kein Meisterschaftssieg in acht Spielen.
Neben seiner 2010 begonnenen beruflichen Tätigkeit als Bankangestellter ist Jonas Berg als Spieler und Trainer beim Helsingborgs Tennisklubb aktiv.